# جو مكنامي
جو مكنامي (بالإنجليزية: Joe McNamee)‏ مواليد 24 سبتمبر 1926 في سان فرانسيسكو - الوفاة 16 يوليو 2011، كان لاعب كرة سلة أمريكي. بدأ مسيرته الاحترافية في سنة 1950. تم اختياره من قبل فريق سكرامنتو كينغز خلال الدرافت. بلغ طوله 6 قدم 6 بوصة (2.0 م). اعتزل اللعب في 1952. فاز بلقب دوري إن بي إيه. لعب مع سكرامنتو كينغز وبالتيمور باليتس.

## روابط خارجية
- جو مكنامي على موقع إن بي أي (الإنجليزية)
- جو مكنامي على موقع سبورتس رفرنس (الإنجليزية)
- جو مكنامي على موقع كلية كرة السلة في سبورتس رفرنس.كوم (الإنجليزية)
- جو مكنامي على موقع ريلجم (الإنجليزية)
- جو مكنامي على موقع بروبوليرز (الإنجليزية)